# Aeroportul Guasdualito
Aeroportul Guasdualito (IATA: GDO, ICAO: SVGD) este un aeroport din Venezuela ce deservește zona Guasdualito⁠(d).
Situat la o altitudine de 129 m, aeroportul dispune de o singură pistă.